# 酸模
酸模（学名：Rumex acetosa），又名蕦、薞蕪，蓼科多年生草本植物，歐洲和西亞大多數的草原均可見到其蹤跡。酸模含有豐富的維他命A、維他命C及草酸，草酸導致此植物嚐起來有酸溜口味，常作料理調味用。酸模亦具藥用價值，有利尿、發汗、行血等功效。

## 圖片

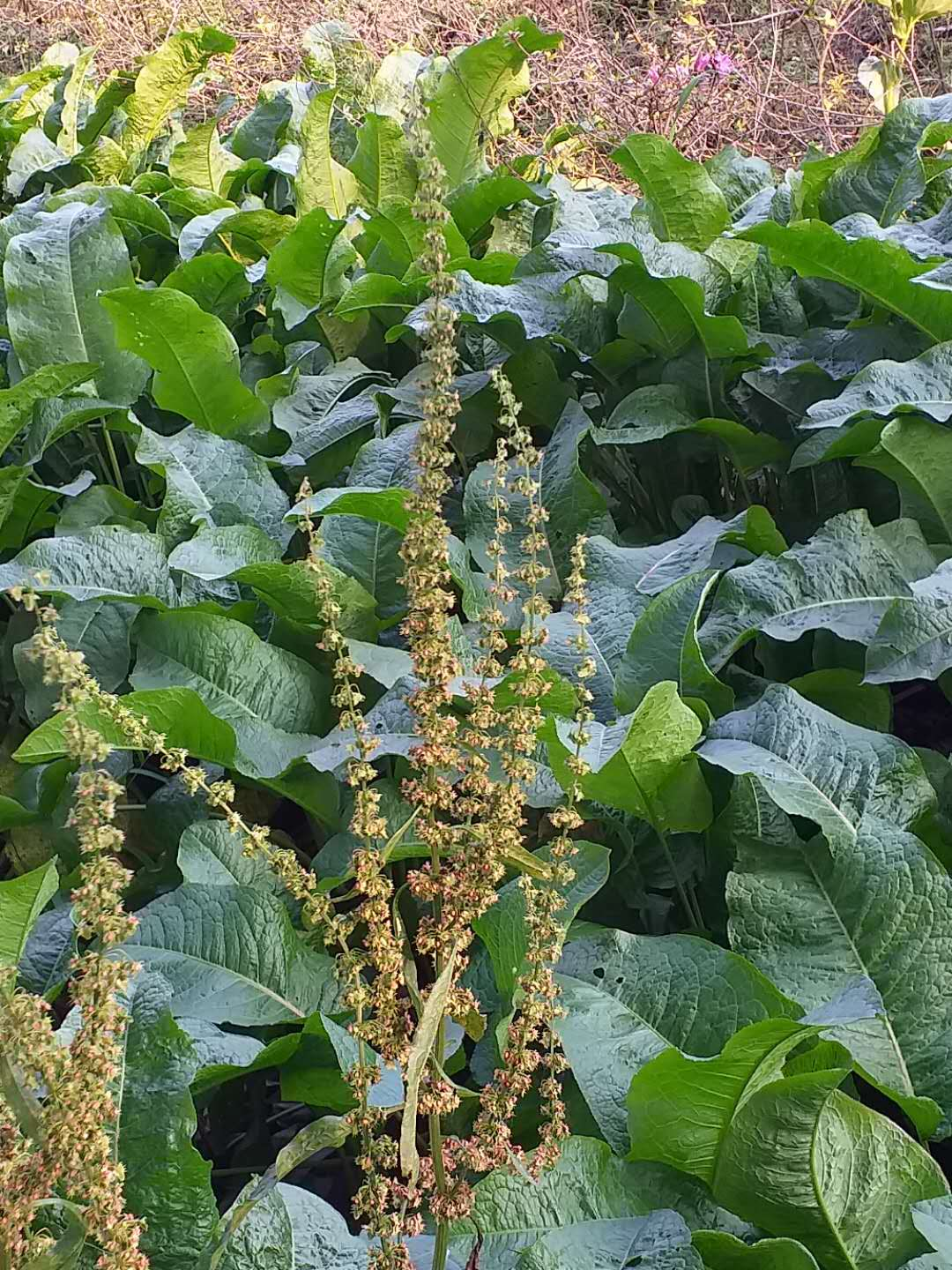
花與葉
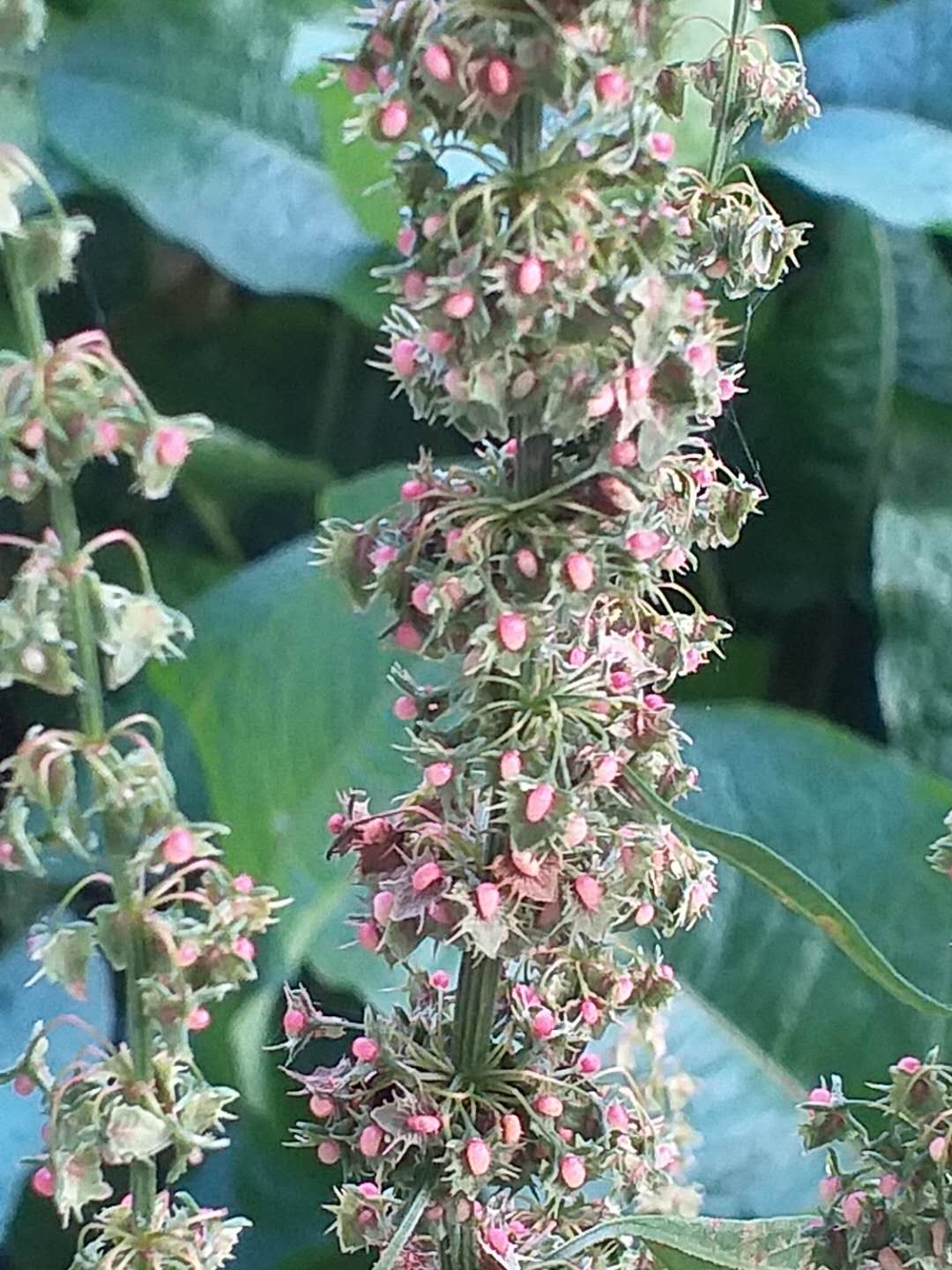
花序
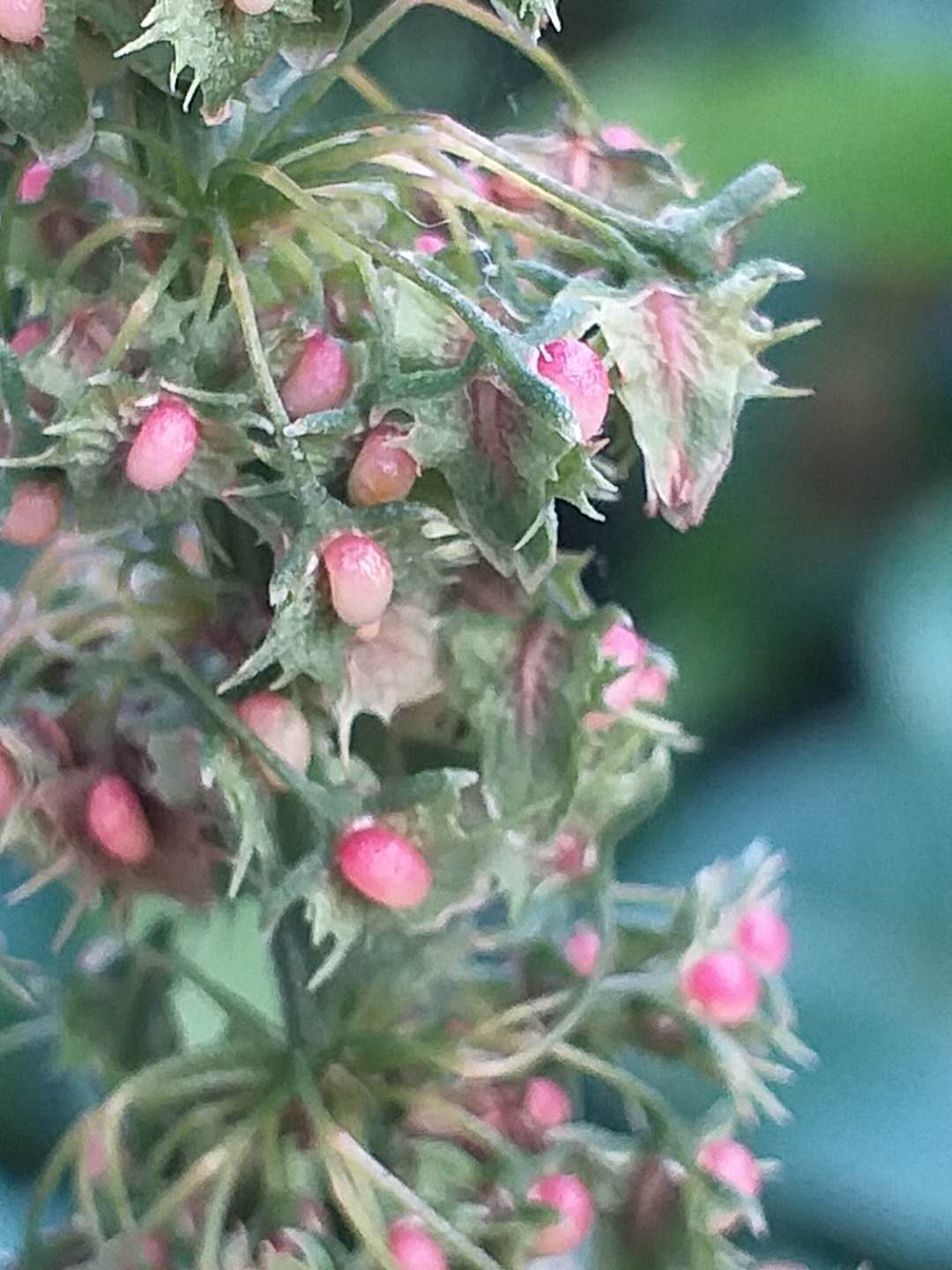
花序
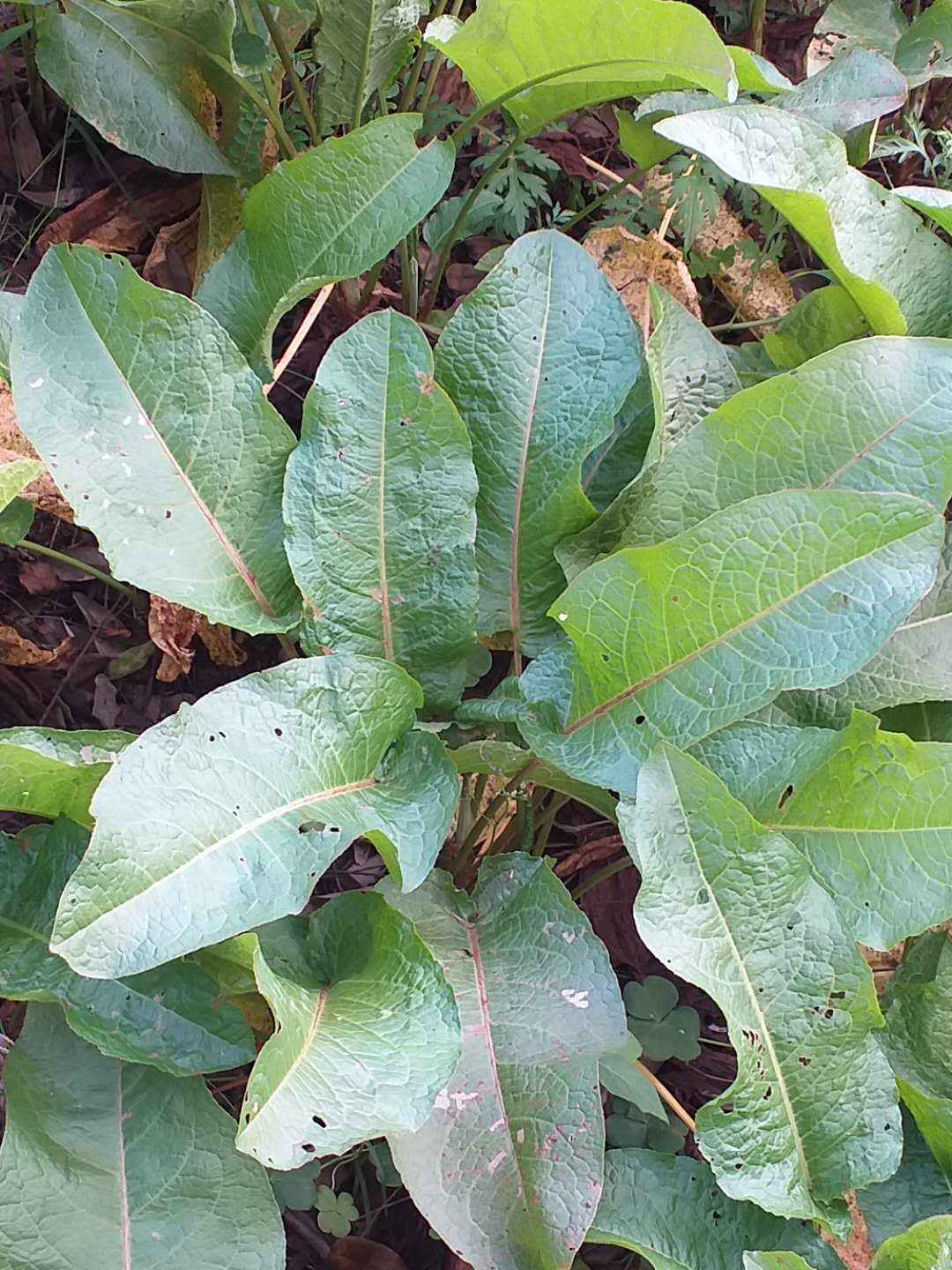
葉片脈絡

## 延伸阅读
[在维基数据编辑]
 《欽定古今圖書集成·博物彙編·草木典·酸模部》，出自陈梦雷《古今圖書集成》
 《植物名實圖考·酸模》，出自吳其濬《植物名實圖考》